# Axel Kruse
Axel Kruse (ur. 28 września 1967 w Wolgast) – niemiecki piłkarz występujący na pozycji napastnika.

## Kariera klubowa
Kruse jako junior grał w klubach Dynamo Wolgast, Motor Wolgast oraz Hansa Rostock, do której juniorskiej ekipy trafił w 1981 roku. W 1985 roku został włączony do pierwszej drużyny Hansy. W 1987 roku dotarł z nią do finału Pucharu NRD, jednak Hansa przegrała tam z Lokomotive Lipsk.
W 1989 roku Kruse przeszedł do drugoligowej Herthy Berlin. W 1990 roku awansował z nią do Bundesligi. Zadebiutował w niej 9 sierpnia 1990 w przegranym 1:2 meczu z FC St. Pauli. 15 września 1990 w przegranym 2:4 spotkaniu z VfL Bochum strzelił pierwszego gola w trakcie gry w Bundeslidze.
W styczniu 1991 roku Kruse odszedł do Eintrachtu Frankfurt, również grającego w Bundeslidze. Pierwszy ligowy mecz zaliczył tam 26 lutego 1991 przeciwko Karlsruher SC (2:2). W tamtym spotkaniu zdobył także bramkę. W 1992 oraz 1993 zajmował z zespołem 3. miejsce w Bundeslidze.
Latem 1993 roku został graczem innego pierwszoligowego zespołu – VfB Stuttgart. Zadebiutował tam 8 sierpnia 1993 w przegranym 1:5 pojedynku z Werderem Brema. Na początku 1994 roku Kruse został wypożyczony do szwajcarskiego FC Basel. Latem 1994 powrócił do Stuttgartu. Spędził tam jeszcze dwa sezony.
W 1996 roku podpisał kontrakt z drugoligową Herthą Berlin. W 1997 awansował z nią do Bundesligi, a rok później zakończył karierę.

## Kariera reprezentacyjna
W 1985 roku Kruse rozegrał jedno spotkanie w reprezentacji NRD U-21.